# Волков, Леонид Иванович
Леонид Иванович Волков (9 декабря 1934, Горький — 17 мая 1995, Москва) — советский хоккеист, нападающий. Заслуженный мастер спорта СССР (1964).

## Биография
Родился в 1934 году. Детство прошло в Горьком, где начал играть в хоккей в дворовых коробках и на заледеневших водоёмах. С 1949 года стал заниматься в Автозаводском районе Горького. В основной состав местного «Торпедо» попал через два года. В 1957 году перешёл в ЦСК МО., где играл до 1965 года. Отыграл два сезона в СКА (Калинин), после чего ушёл из большого хоккея. Окончил Московский областной педагогический институт имени Крупской. Преподаватель в военной академии.

## Достижения
- Олимпийский чемпион 1964.
- Чемпион мира и чемпион Европы 1964, 1965.
- Чемпион СССР 1959—1961 годов, 1963—1965 годов.
- Обладатель Кубка СССР 1961 года.
- В чемпионатах СССР сыграл 270 матчей, забросил 123 шайбы.
- На чемпионатах мира и Олимпийских играх — 14 матчей, 10 шайб.
- 3 раза (1963—1965) входил в список 34 лучших игроков сезона.

## Награды
- Медаль «За трудовое отличие» (30.03.1965)
- Заслуженный мастер спорта СССР (1964)

## Статистика выступлений
|                          |                          |                          | Регулярный сезон | Регулярный сезон | Регулярный сезон | Регулярный сезон | Регулярный сезон |
| Сезон                    | Команда                  | Лига                     | Игр              | Г                | П                | О                | ШТ               |
| ------------------------ | ------------------------ | ------------------------ | ---------------- | ---------------- | ---------------- | ---------------- | ---------------- |
| 1951/52                  | Торпедо Горький          | Чемпионат СССР (1 лига)  |                  |                  |                  |                  |                  |
| 1952/53                  | Торпедо Горький          | Чемпионат СССР           |                  | 0                |                  |                  |                  |
| 1953/54                  | Торпедо Горький          | Чемпионат СССР (1 лига)  |                  |                  |                  |                  |                  |
| 1954/55                  | Торпедо Горький          | Чемпионат СССР           |                  | 4                |                  |                  |                  |
| 1955/56                  | Торпедо Горький          | Чемпионат СССР           |                  | 0                |                  |                  |                  |
| 1956/57                  | Торпедо Горький          | Чемпионат СССР           |                  | 18               |                  |                  |                  |
| 1957/58                  | ЦСК МО Москва            | Чемпионат СССР           |                  | 8                |                  |                  |                  |
| 1958/59                  | ЦСК МО Москва            | Чемпионат СССР           |                  | 14               |                  |                  |                  |
| 1959/60                  | ЦСК МО Москва            | Чемпионат СССР           |                  | 10               |                  |                  |                  |
| 1960/61                  | ЦСКА Москва              | Чемпионат СССР           | 7                | 7                |                  |                  |                  |
| 1961/62                  | ЦСКА Москва              | Чемпионат СССР           | 36               | 20               | 6                | 26               | 12               |
| 1962/63                  | ЦСКА Москва              | Чемпионат СССР           | 35               | 22               | 6                | 28               | 14               |
| 1963/64                  | ЦСКА Москва              | Чемпионат СССР           |                  | 8                |                  |                  |                  |
| 1964/65                  | ЦСКА Москва              | Чемпионат СССР           | 28               | 13               | 4                | 17               | 4                |
| 1965/66                  | СКА Калинин              | Чемпионат СССР (1 лига)  |                  |                  |                  |                  |                  |
| 1966/67                  | СКА Калинин              | Чемпионат СССР (1 лига)  |                  |                  |                  |                  |                  |
| Всего в чемпионатах СССР | Всего в чемпионатах СССР | Всего в чемпионатах СССР | 270              | 123              | 16               | 139              |                  |

## Статистика выступлений за сборную
| Год  | Сборная | Турнир                          | Место  |   | И | Г | П  | О | Штр |
| ---- | ------- | ------------------------------- | ------ | - | - | - | -- | - | --- |
| 1964 | СССР    | Олимпийские игры/чемпионат мира | Золото | 8 | 6 | 4 | 10 | 2 |     |
| 1965 | СССР    | Чемпионат мира                  | Золото | 6 | 4 | 1 | 5  | 4 |     |